# Contra el mur
Contra el mur (títol original: Against the Wall) és un telefilm estatunidenc dirigit per John Frankenheimer, difós l'any 1994. Ha estat doblat al català.

## Argument
El relat del motí de la presó d'Attica, del 9 de setembre al 13 de setembre de 1971 durant el qual els presoners, irritats per la manca de respecte dels seus drets cívics, assalten l'establiment i segresten diversos guardians.

## Repartiment
- Kyle MacLachlan: Michael Smith
- Samuel L. Jackson: Jamaal
- Clarence Williams III: Chaka
- Frederic Forrest: Weisbad
- Harry Dean Stanton: Hal
- Philip Bosco: Oswald
- Tom Bower: Ed
- Anne Heche: Sharon

## Premis i nominacions
- 1994: Emmy: Nominada a millor direcció
- 1994: Globus d'or: Nominada Millor actor en minisèrie o pel·lícula TV (Samuel L. Jackson)
- 1994: Sindicat de Directors (DGA): Nominada a Millor director (Minisèrie/Telefilm)